# Chrysogorgia stellata
Chrysogorgia stellata is een zachte koraalsoort uit de familie Chrysogorgiidae. De koraalsoort komt uit het geslacht Chrysogorgia. Chrysogorgia stellata werd in 1908 voor het eerst wetenschappelijk beschreven door Nutting.